# Турнеја Британских и Ирских Лавова по Аустралији и по Новом Зеланду 1950.
Турнеја Британских и Ирских Лавова по Аустралији и по Новом Зеланду 1950. (службени назив: British and Irish Lions tour to New Zealand and Australia in 1950) је била турнеја острвског рагби дрим тима по Аустралији и по Новом Зеланду 1950. Била је ово прва турнеја Лавова после највећег глобалног конфликта. На овој турнеји, први пут су екипу састављену од најбољих рагбиста Ирске, Шкотске, Велса и Енглеске почели да зову "Лавови", у прошлости једноставан назив био је "Острвљани". Дизајниран је и нови дрес специјално за ову турнеју. Лавови су на овој турнеји одиграли укупно 29 утакмица, забележили 22 победе, 1 реми и 6 пораза. Победили су Аустралију, а изгубили су од Новог Зеланда. Лавови су из Велике Британије путовали бродом до петог континента, па су успут посетили и Шри Ланку и одиграли тест меч против рагби репрезентације Шри Ланке.

## Тим
Стручни штаб
- Лесли Осборн, тренер

Играчи
'Бекови'
- Ангус Блек, Шкотска
- Били Клевер, Велс
- Ноел Хендерсон, Ирска
- Лујис Џонс, Велс
- Кен Џонс, Велс
- Џек Кајл, Ирска
- Мајкл Лејн, Ирска
- Раналд Макдоналд, Шкотска
- Џек Метјус, Велс
- Џорџ Нортон, Ирска
- Ивор Прајс, Енглеска
- Гордон Ример, Енглеска
- Даг Смит, Шкотска
- Малколм Томас, Велс
- Бледин Вилијамс, Велс
- Рекс Вилис, Велс

'Скрам'
- Грејам Баџ, Шкотска
- Том Клифорд, Ирска
- Клиф Дејвис, Велс
- Деј Дејвис, Велс
- Боб Еванс, Велс
- Дон Хејвард, Велс
- Рој Џон, Велс
- Питер Кинимонт, Шкотска
- Џим Мекарти, Ирска
- Бил Мекеј, Ирска
- Карл Мален, Ирска
- Џими Нелсон, Ирска
- Вик Робертс, Енглеска
- Џон Робинс, Велс
- Рис Стивенс, Велс

## Утакмице

### Статистика
| Одиграно утакмица | Победа Лавова | Нерешено | Пораз Лавова |
| ----------------- | ------------- | -------- | ------------ |
| 29                | 22            | 1        | 6            |

### Мечеви
| Утак. | Тим                 | Резултат | Тим    |
| ----- | ------------------- | -------- | ------ |
| 1.    | Голден Беј          | 3:24     | Лавови |
| 2.    | Балер               | 9:24     | Лавови |
| 3.    | Западна обала       | 3:32     | Лавови |
| 4.    | Отаго               | 23:9     | Лавови |
| 5.    | Саутленд            | 11:0     | Лавови |
| 6.    | Ол блекси           | 9:9      | Лавови |
| 7.    | Јужни Кантербери    | 8:27     | Лавови |
| 8.    | Кантербери          | 5:16     | Лавови |
| 9.    | Северни Отаго       | 6:29     | Лавови |
| 10.   | Ол блекси           | 8:0      | Лавови |
| 11.   | Ваирапа Буш         | 13:27    | Лавови |
| 12.   | Хокс беј            | 0:20     | Лавови |
| 13.   | Источна обала       | 3:27     | Лавови |
| 14.   | Велингтон           | 6:12     | Лавови |
| 15.   | Ол блекси           | 6:3      | Лавови |
| 16.   | Вангануи            | 3:31     | Лавови |
| 17.   | Таранаки            | 3:25     | Лавови |
| 18.   | Манавату            | 8:13     | Лавови |
| 19.   | Ваикато             | 0:30     | Лавови |
| 20.   | Северни Окланд      | 6:8      | Лавови |
| 21.   | Окланд              | 9:32     | Лавови |
| 22.   | Ол блекси           | 11:8     | Лавови |
| 23.   | Новозеландски Маори | 9:14     | Лавови |
| 24.   | Комбајнед каунтри   | 3:47     | Лавови |
| 25.   | Нови Јужни Велс     | 6:22     | Лавови |
| 26.   | Валабиси            | 6:19     | Лавови |
| 27.   | Валабиси            | 3:24     | Лавови |
| 28.   | Метрополитан унион  | 17:26    | Лавови |
| 29.   | Нови Јужни Велс     | 17:12    | Лавови |
| 30.   | Шри Ланка           | 6:44     | Лавови |

| Победник турнеје по Аустралији 1950. |
| ------------------------------------ |
| Британски и ирски лавови (2-0)       |

| Победник турнеје по Новом Зеланду 1950. |
| --------------------------------------- |
| Ол блекси (3-1-0)                       |

## Статистика
Највећа посета
Нови Зеланд - Британски и ирски лавови, четврти тест меч, 58 000 гледалаца
Највише поена против Аустралије|Новог Зеланда
Лујис Џонс 26 поена

## Видео снимци
Детаљи са турнеје 1950.
Rugby Football in New Zealand: British Isles Tour (1950) - YouTube
Есеј против Маора
Classic Lions try against NZ Maori in 1950 | Lions NZ 2017 - YouTube